# Doldoldewo
Doldoldewo (ou Doldoldeo) est une localité du Cameroun située dans l'arrondissement de Bogo, le département du Diamaré et la région de l’Extrême-Nord. 

## Population
En 1975, la localité comptait 42 habitants, 40 Peuls et 2 Massa.
Lors du recensement de 2005, on y a dénombré 121 personnes.